# ألان أبراهام ستون
ألان أبراهام ستون (بالإنجليزية: Alan A. Stone)‏ هو طبيب نفسي وناقد سينمائي وصحفي أمريكي، ولد في 1929.

## روابط خارجية
- ألان أبراهام ستون على موقع روتن توميتوز (الإنجليزية)